# Elephant
Elephant — четвёртый студийный альбом группы The White Stripes, вышедший в 2003 году под лейблом V2 Records.
Альбом получил признание большинства музыкальных критиков, а также стал первым большим коммерческим успехом для группы относительно их предыдущих работ. Elephant был дважды номинирован на премию «Грэмми в категориях: Лучший альбом года» и «Лучший альтернативный альбом» в 2004 году.
Годами позже альбом стал часто признаваться как лучшая работа The White Stripes и одной из лучших в 2000-х годах соответственно; журнал «Rolling Stone включил альбом в свой список 500 величайших альбомов всех времён», поставив его на 390-ю строчку и на 5-ю в списке лучших альбомов десятилетия. 20 апреля 2013 года независимый лейбл Third Man Records организовал ограниченный выпуск чёрно-бело-красного издания альбома на виниле в честь десятилетия с момента его первого выпуска. Переиздание было представлено в день музыкального магазина.

## О создании

### Запись
Elephant является четвёртым по счёту альбомом дуэта из Детройта и вторым под лейблом V2 Records.
The White Stripes записали Elephant за две недели в лондонской Toe Rag Studios. Джек Уайт нарочно использовал устаревшее оборудование, такое как 8-дорожечный магнитофон и прочие инструменты, широко применяемые в основном до 60-х годов. Как указано в одном из буклетов альбома, Уайт намеренно воздерживался от использования ПК при записи Elephant. Он, также как и его одногруппница Мег Уайт, пришли к соглашению ограничить свои возможности при записи альбома, проведя десять дней в не актуальной студии. «Никаких компьютеров не было использовано во время записи, микширования и мастеринга этой пластинки», — утверждал Джек Уайт при создании одного из буклетов альбома.
При записи Elephant дуэт пытался использовать принцип «назад к основам» как можно эффективней. Например, песня «I Just Don’t Know What to Do With Myself» (рус. Я просто не знаю, что с собой делать ), идея создания которой была позаимствована из репертуара Берта Бакарака — американского композитора, исполнялась «вживую» на ранних концертах The White Stripes для проверки её пригодности для записи нового альбома.
В этом альбоме Джек впервые применяет гитарные соло в собственном исполнении, при этом полностью доверив роль барабанщика Меган.

### Общая тематика
Музыкальная и лирическая тематики альбома вращаются вокруг идеи «смерти возлюбленной» в американской культуре. В этом альбоме Уайты расширили свой стиль больше, чем когда-либо прежде, используя, к примеру, бас-линии в комбинации с нагромождением широкого слоя основной и ритм-гитар. Кроме того, Джек Уайт играл на гитаре в дополнение к клавишным инструментам для заполнения общего спектра звука, но при этом считал, что для аудитории подобное применение музыкальных инструментов оставалось бы «слишком сырым».

### Художественный дизайн
Альбом был выпущен с шестью разными вариантами обложки — отдельные варианты для CD и LP версий для выпуска в США, Великобритании и остального мира. Например, на американском CD Мег Уайт сидит с левой стороны дорожного сундука, а Джек сидит с правой стороны и держит биту для крикета над землёй, в то время как на британской версии CD бита касается земли и изображение зеркально отображено, то есть они расположены в обратном порядке. Также как и на других пластинках The White Stripes, на обложке и вкладышах диска присутствуют исключительно красные, чёрные и белые тона.
В день музыкального магазина в 2013 году на обложке 180-граммового «чёрного» переиздания Elephant изображена Мег, одетая в чёрное платье вместо белого; единственный случай, когда она до этого была в чёрном платье, был при выпуске передовой копии от V2 Records в 2003 году. Дополненные копии альбома были изданы на виниле в красных и белых тонах, в то время как копия от RSD 2013 года содержала все три знаковых оттенка группы.
В интервью для Q Magazine 2007 года Джек Уайт говорил: «Если вы изучите обложку более осторожно, Мег и я — это уши на голове слона. Но это также является его видом с боковой стороны, с двумя бивнями, ведущими по обе стороны изображения». Он продолжал: «Я хотел, чтобы люди, которые смотрели на эту обложку, может быть, примерно через два года после этого, уставившись на неё в пятисотый раз сказав: „Эй, да это же слон!“».

## Приём
Elephant получил большое множество одобрительных отзывов от представителей различных музыкальных изданий. Альбом получил оценку в 92 балла из 100 возможных на сайте Metacritic, основываясь на двадцати восьми профессиональных рецензиях, а также оценку «8.6/10» от пользователей сайта.
| Совокупная оценка    | Совокупная оценка                                                        |
| Источник             | Оценка                                                                   |
| -------------------- | ------------------------------------------------------------------------ |
| Metacritic           | 92/100                                                                   |
| Оценки критиков      |                                                                          |
| Источник             | Оценка                                                                   |
| AllMusic             | [ 17 ]                                                                   |
| The Guardian         | [ 18 ]                                                                   |
| Rolling Stone        | [ 19 ]                                                                   |
| Uncut                | 5 из 5 звёзд · 5 из 5 звёзд · 5 из 5 звёзд · 5 из 5 звёзд · 5 из 5 звёзд |
| NME                  | 9/10                                                                     |
| Entertainment Weekly | B                                                                        |
| Los Angeles Times    | [ 21 ]                                                                   |
| The A.V. Club        | A-                                                                       |
| Pitchfork            | 6.9/10                                                                   |

Как правило, выпуск Elephant удостоился похвалы в кругах музыкальных критиков, которые воспринимали его как одно из определяющих явлений в музыке 2000-х годов и возрождение гаражного рока.
В журнале Uncut отметили, что «Elephant — это то место, где таблоидный феномен лета 2001 года доказывает, что в создании воистину феноменальной пластинки не было никаких осечек». Дэвид Фрике из Rolling Stone назвал альбом «произведением измельченного совершенства», добавив, что «это одна из лучших вещей, которые вы будете слушать в течение года»; а в Allmusic утверждали, что «альбом переполнен качеством». Критики также отмечали влияние этого альбома на общее развитие группы в целом. В NME писали, что «красноречие, варварство, нежность и залитая потом жизнеспособность Eliphant делают его самым полно-реализованным альбом группы». PopMatters своей рецензией подчёркивали эволюционирование детройтского дуэта от «обычной кавер-группы слепого Вилли Джонсона» до «полноценных, честных к добру богов рок-н-ролла». Критика, носящая негативный характер, была сосредоточена в основном вокруг «уловок», которые окружали музыку альбома, в первую очередь, за настойчивость Уайтов на том, чтобы называться братом и сестрой друг для друга. «Возможно, поэтому пришло время бросить эту загадочную шараду», — писала Лора Али — журналистка из Newsweek, при этом также признавая, что «Elephant по-прежнему звучит великолепно». Роберт Кристгау в заключительной части своей рецензии дал альбому две звезды из трёх, но позже стал утверждать, что изначально недооценил альбом, позднее поставив ему «A-» в новом формате оценивания.

Альбом дебютировал на 1-м месте в чарте Великобритании и достиг 6-го места в США. Альбом получил восторженные отзывы слушателей и получил «Грэмми» за лучший альтернативный альбом и лучшую рок-песню («Seven Nation Army»).
В декабре 2003 года NME признали Elephant лучшим альбомом года. В 2011 году Rolling Stone поставили его на 5-ю строчку в списке лучших альбомов в период с 2000 по 2009 год, а песню «Seven Nation Army» — на 6-е место в списке лучших песен за этот же период. Альбом также получил место в специальной книге под названием: «1001 Albums You Must Hear Before You Die» (1001 альбом, который нужно услышать прежде чем Вы умрёте).

## Список композиций
Все песни написаны Джеком Уайтом.
1. «Seven Nation Army» — 3:51
2. «Black Math» — 3:03
3. «There’s No Home For You Here» — 3:43
4. «I Just Don’t Know What to Do With Myself» (Бёрт Бакарак, Хэл Дэвид) — 2:46
5. «In the Cold, Cold Night» — 2:58
Вокал: Мег Уайт.
6. «I Want to Be the Boy to Warm Your Mother’s Heart» — 3:20
7. «You’ve Got Her in Your Pocket» — 3:39
8. «Ball and Biscuit» — 7:19
9. «The Hardest Button to Button» — 3:32
10. «Little Acorns» (Морт Крим, Дж. Уайт) — 4:09
Монолог: Морт Крим.[30]
11. «Hypnotize» — 1:48
12. «The Air Near My Fingers» — 3:40
13. «Girl, You Have No Faith in Medicine» — 3:17
14. «It’s True That We Love One Another» — 2:42
Вокальные партии исполнят: Джек, Мег, и Холли Голайтли из британской группы Thee Headcoatees.

## Участники записи
| The White Stripes - Джек Уайт — вокал, гитара, клавишные инструменты - Мег Уайт — ударные, вокал Приглашённые музыканты - Mort Crim — голос в «Little Acorns» - Холли Голайтли —вокал в «Well It’s True That We Love One Another» | Другие - Лиам Уотсон — звукоинженерия, микширование - Ноэл Саммеруайл — сведение - Патрик Пэнтано — фотографии, дизайн обложки - Брюс Брэнд — макет |

## Чарты
| Чарт (2003)                    | Высшая позиция |
| ------------------------------ | -------------- |
| Australian ARIA Albums Chart   | 4              |
| Belgian Albums Chart           | 3              |
| Canadian Albums Chart[35]      | 5              |
| Dutch Albums Chart[36]         | 24             |
| French Albums Chart[37]        | 3              |
| German Albums Chart [38]       | 27             |
| Irish Albums Chart             | 1              |
| New Zealand RIANZ Albums Chart | 2              |
| Norwegian Albums Chart         | 1              |
| Swedish Albums Chart           | 1              |
| UK Albums Chart[39]            | 1              |
| U.S. Billboard 200[35]         | 6              |